# Ratusz w Poniecu
Ratusz w Poniecu – siedziba Urzędu Miejskiego w Poniecu mieszcząca się pośrodku rynku.
Jest to budowla w stylu eklektycznym wybudowana w 1843. Budynek posiada dwie kondygnacje z trójkondygnacyjną wieżą zbudowaną na planie kwadratu. Na wieży umieszczone są tarcze zegarowe, zaś na jej szczycie – iglica. Wieżę okala dwuspadowy, łamany dach z ceramicznych płytek z naczółkami. Okna parteru i wieży umieszczone są w arkadowych wnękach. Pozostałe mają kształt prostokąta. 
Przy wejściu ratusza zachowała się waga miejska z 1777 roku. Na ścianie ratusza znajdują się tablice ku czci powstańców wielkopolskich i mieszkańców miasta rozstrzelanych przez hitlerowców w 1939 roku.